# Václav Bednář
Václav Bednář (20. prosince 1905 Ostrava – 12. listopadu 1987 Praha) byl český operní pěvec-barytonista.

## Život
Původně se vyučil kominíkem. V letech 1922–1925 studoval soukromě zpěv u Karla Küglera v Ostravě, později v letech 1934–1942 ve Vídni u K. Grünwalda a M. Ullanovského. V letech 1928–1936 byl sólistou ostravské opery. V roce 1936 se stal sólistou brněnské opery, kde působil do svého zatčení gestapem roku 1941, které ho věznilo šest týdnů. Poté mu byla z nařízení okupačních úřadů zakázána umělecká činnost. V letech 1943–1944 působil v Českém lidovém divadle, po zavření divadel byl až do roku 1945 mimo divadlo. Dne 1. 8. 1945 se stal sólistou opery Národního divadla v Praze a setrval zde až do roku 1972, kdy odešel do důchodu. V letech 1961–1975 učil zpěv na Pražské konzervatoři. 
Do Národního divadla přišel již jako zcela vyzrálá umělecká osobnost a velmi záhy se stal přední silou ve svém oboru. Základ svého repertoáru nastudoval již v Ostravě a v Brně. Těžištěm jeho repertoáru byla tvorba slovanské provenience jeho pěveckého projevu. Svůj baryton uplatnil především v dílech Bedřicha Smetany, kde na dlouhou dobu vytvořil vzor smetanovských barytonových postav. Byl Kalinou v opeře Tajemství, Vokem v opeře Čertova stěna, Tausendmarkem v Braniborech v Čechách, Tomšem v Hubičce, Přemyslem v Libuši a především králem Vladislavem v Daliborovi, jeho výkon je zaznamenán ve filmové verzi této opery z roku 1952. Za všechny ostatní je třeba vyzdvihnout Bednářovo ztvárnění ušlechtilého Bohuše z Harasova (Antonín Dvořák: Jakobín), Samka (J. B. Foerster: Eva), Revírníka (Leoš Janáček: Příhody Lišky Bystroušky) a Petra Voka (Jiří Pauer: Zuzana Vojířová). Ze světového repertoáru nastudoval např. Knížete Igora (Borodin: Kníže Igor), Eugena Oněgina (Čajkovskij: Eugen Oněgin) a Valentina (Charles Gounod: Faust).
V roce 1948 podepsal výzvu prokomunistické inteligence Kupředu, zpátky ni krok!, jež byla vydána dne 25. února 1948 na podporu komunistického převratu. V roce 1977 podepsal „Antichartu“. Byl oceněn Státní cenou Klementa Gottwalda (1949), dále titulem zasloužilý umělec (1955) a v roce 1963 byl jmenován národním umělcem.